# 達納狡鮟鱇
達納狡鮟鱇（学名：Dolopichthys danae），為輻鰭魚綱鮟鱇目棘茄魚亞目夢角鮟鱇科的其中一種。分布於北大西洋熱帶至溫帶海域，屬深海魚類，體長可達11.5公分。